# Burkholderia
Burkholderia — рід грам-негативних бактерій, найбільш відомий своїми патогенними представниками, такими як Burkholderia mallei, збудник сапу, хвороби конів та пов'язаних тварин, Burkholderia pseudomallei, збудник меліоїдозу та Burkholderia cepacia, збудник легеневих інфекцій у хворих на кістозний фіброз.